# Peter Schnittger
Peter Schnittger (Hann. Münden, 22 maggio 1941) è un allenatore di calcio tedesco. È stato commissario tecnico di varie Nazionali africane (solo in una occasione ha allenato una squadra di club), e ha contribuito allo sviluppo del calcio in tale continente, portando nuovi metodi d'allenamento e innovazioni tattiche durante il suo periodo di permanenza, durato oltre trent'anni.

## Carriera

### Allenatore
Arrivò per la prima volta in Africa nel 1968, con l'incarico di guidare la Costa d'Avorio: in due anni apporta svariate migliorie al calcio ivoriano, e durante la Coppa delle nazioni africane 1970 la selezione si classifica al quarto posto, perdendo la finalina contro la Rep. Araba Unita per 3-1. Grazie al risultato positivo venne chiamato dalla Federazione calcistica del Camerun per sedere sulla panchina della Nazionale; parallelamente al suo incarico di commissario tecnico viene anche assunto dal Canon Yaoundé, squadra della capitale, che porta alla vittoria della Coppa dei Campioni d'Africa nel 1971.
L'anno successivo, durante Coppa d'Africa 1972, il Camerun di Schnittger arriva terzo, battendo per 5-2 lo Zaire dell'altro europeo Blagoja Vidinić. A tale esperienza, conclusasi con un altro buon risultato, segue quella in Etiopia. La situazione politica è però tumultuosa e durante la preparazione per la Coppa delle nazioni africane 1976 Schnittger si trova a dover fronteggiare la guerra che poi porterà all'insediamento del Derg al governo del Paese. A seguito di alcune confessioni fattegli da alcuni suoi ex giocatori, Luciano Vassallo, precedente commissario tecnico dell'Etiopia, denunciò Schnittger ai giornalisti per l'uso del captagon, una sostanza dopante. In seguito anche alla scomparsa di diversi giocatori della propria selezione nel corso della rivoluzione etiope, il tecnico decide di lasciare il continente per una esperienza biennale in Asia alla guida della Thailandia.
Dal 1978 al 1985 Schnittger guida dunque la Nazionale malgascia, in un paese in cui le condizioni economiche della maggior parte della popolazione sono di assoluta indigenza: l'allenatore tedesco cercò dunque di dare un impulso al movimento calcistico isolano nonostante le avverse premesse. Nel 1990 prende le redini del Benin, che però non riesce a qualificare né per Coppa d'Africa 1990 né per Coppa d'Africa 1992. Nel 1995 ha invece inizio il suo periodo come commissario tecnico della Nazionale senegalese, in seguito all'eliminazione di quest'ultima dalla Coppa delle nazioni africane 1994; la coppia Bocandé-Sarr viene dunque rilevata da Schnittger. Mancata la qualificazione per Coppa d'Africa 1996 e Coppa d'Africa 1998, il Senegal approda alla Coppa delle nazioni africane 2000 con una squadra dall'età media piuttosto bassa; ciò nonostante, l'allenatore tedesco riesce a portarla fino ai quarti di finale, dove la Nigeria ne spegne le velleità con una vittoria per 2-1 ai tempi supplementari con doppietta di Julius Aghahowa.
Schnittger guidò inoltre la squadra per parte delle qualificazioni al campionato mondiale di calcio 2002, venendo sostituito in corso d'opera da Bruno Metsu. Dopo oltre 350 partite internazionali come CT, Schnittger ha cessato la propria attività come allenatore vero e proprio, ma ha continuato a essere presente nel mondo del calcio africano; nel 2003 ha tenuto dei corsi per allenatori in Marocco mentre nel 2005 ha collaborato su incarico della FIFA con la Federazione calcistica del Burundi per aiutare lo sviluppo del calcio in tale paese. Nel 2006 è stato contattato dalla Federazione calcistica algerina per ricoprire mansioni dirigenziali al suo interno.

## Palmarès

### Allenatore

#### Club

##### Competizioni internazionali
- Coppa dei Campioni d'Africa: 1

Canon Yaoundé: 1971